# Thrincophora microtera
Thrincophora microtera es una especie de mariposa del género Thrincophora, familia Tortricidae.
Fue descrita científicamente por Diakonoff en 1952.